# Augochloropsis bertonii
Augochloropsis bertonii är en biart som först beskrevs av Carlos Schrottky 1909.  Augochloropsis bertonii ingår i släktet Augochloropsis och familjen vägbin. Inga underarter finns listade.